# استان سرکادو (بنی)
استان سرکادو (به اسپانیایی: Provincia de Cercado) یکی از استان‌های بولیوی در بولیوی است که در استان بنی واقع شده‌است. استان سرکادو ۱۲٬۲۷۶ کیلومتر مربع مساحت و ۸۲٬۶۵۳ نفر جمعیت دارد.